# Horodysko
Horodysko este o arie protejată (sit de importanță comunitară — SCI) din Polonia întinsă pe o suprafață de 2,89 ha, integral pe uscat.

## Localizare
Centrul sitului Horodysko este situat la coordonatele 50°49′26″N 23°24′12″E / 50.8239°N 23.4033°E.

## Înființare
Situl Horodysko a fost declarat sit de importanță comunitară în octombrie 2009 pentru a proteja un număr necunoscut de specii din flora spontană și fauna sălbatică aflate în arealul zonei.

## Biodiversitate
Situată în ecoregiunea continentală, aria protejată conține 2 habitate naturale: Tufărișuri subcontinentale peripanonice, Pajiști uscate seminaturale și facies de acoperire cu tufișuri pe substraturi calcaroase (Festuco-Brometalia) (* situri importante pentru orhidee).
La baza desemnării sitului se află un număr nedeclarat de specii protejate.